# Musicie się na nowo narodzić
Musicie się na nowo narodzić (1977) (nowy polski tytuł: Jak narodzić się na nowo?; ang. How to be born again) – jedna z najważniejszych książek Billy'ego Grahama i zarazem jedna z najważniejszych książek w środowisku ewangelikalnych chrześcijan. Wydana została w wielu milionach egzemplarzy. W języku polskim ukazała się po raz pierwszy w 1978 nakładem Wydawnictwa „Słowo Prawdy”, na krótko przed wizytą Billy'ego Grahama w Polsce. Tytuł książki nawiązuje do rozmowy Jezusa z Nikodemem.
Pierwsze oryginalne wydanie ukazało się w czerwcu 1977. Jej pierwszy nakład wynosił 800 tysięcy egzemplarzy, co stało się nowym rekordem wydawniczym w USA (poprzedni rekord wynosił 200 tysięcy). Pomimo tego we wrześniu tego samego roku wydano kolejne 450 tysięcy egzemplarzy.
Książka została wydana w języku polskim w 1978 i była trzecią książką Grahama przełożoną na język polski (przeł. Konstanty Wiazowski). W 2015 nakładem Wydawnictwa CLC ukazało się jej IV poprawione polskie wydanie pod nowym tytułem Jak narodzić się na nowo? (tłum. Konstanty Wiazowski, Wydawnictwo CLC, Katowice 2015 ISBN 978-83-64837-03-6).
Wkrótce po jej ukazaniu się, John W. Kuykendall z Auburn University w Alabamie ocenił, że dzieło napisane jest przestarzałym językiem. Autor mówiąc o problemach człowieka lat 70. posługuje się obrazami z lat 50., a książka jest przykładem tego, że popularność nie przekłada się na efektywność. Stwierdził jednak, że trudno jest przewidzieć, jakie będzie oddziaływanie tej publikacji.
Książka, obok innej tego samego autora „Pokój z Bogiem”, odegrała wielką rolę w środowisku ewangelikalnym.